# 바라쿠다급 잠수함
바라쿠다급 잠수함은 프랑스의 차세대 공격형 원자력 잠수함이다. 현재 프랑스의 SSN인 루비급 잠수함을 대체하게 된다.
최초로, 해외기업에 하도급을 발주하는 프로젝트라고 한다.
2002년 기준으로 47억불 (4조 7천억원)미만의 비용으로 6척을 건조할 예정이다.

## 대한민국
2003년 5월, 조영길 국방장관은 ‘자주국방 비전 보고’를 통해 핵추진 잠수함의 조기획득을 지시했다. 무기로는 선체 중간에 미사일 수직발사대(VLS) 12기를 장착하고 사정거리 500km의 한국형 잠대지 순항미사일을 탑재하여 바라쿠다급 잠수함을 건조한다는 방안이 검토됐다고 한다.
2004년 1월, 대한민국이 KSS-III 사업에서 프랑스의 바라쿠다급 잠수함을 도입한다는 조선일보의 기사가 있었다.
이에 대해 2004년 1월 26일 국방부는 기자회견을 열어 원자력 추진 잠수함 개발을 부인했다. 원장환 국방부 획득정책관은 “독자적인 핵추진 잠수함 개발은 미국 등의 사례에 비춰 설득력이 부족하고 한반도 비핵화 선언에도 위배되기 때문에 국제원자력기구(IAEA)의 사전 승인을 받지 않고는 현실적으로 불가능하다”고 설명했다. 그는 “3500t급 잠수함 추진을 위해서는 전기나 디젤로도 충분한데 남북한 비핵화선언을 위배하면서까지 한국이 독자적으로 핵추진 잠수함을 개발할 이유가 없다”고 밝혔다.
한편, KSS-II 사업에서, 프랑스의 스코르펜급 잠수함이 탈락했다.
한국의 핵잠수함 보유는 핵보유이며 비핵화 위반이라는 비판도 있었다. 그러나, 소형 경수로 제작이 핵보유는 아니며, 배를 만드는 것이 핵보유도 아니다. 2009년 현재 비핵보유국 아르헨티나와 브라질이 원자력 잠수함 건조를 추진중이라는 보도가 있다. 세계 최초이자 미국 최초의 원자력 추진 잠수함인 노틸러스호, 소련 최초인 노벰버급 잠수함, 이와 동급인 프랑스의 루비급 잠수함이 모두 재래식 533mm 어뢰관만 장착한 소형 경수로를 장착한 잠수함이다.

## 브라질
브라질은 스코르펜급 디젤 잠수함 4척과 바라쿠다급 원자력 잠수함 1척을 구매하기로 하였다. 2008년 2월 24일, 아르헨티나 일간 클라린은 브라질과 아르헨티나는 원자력 잠수함을 공동 건조하기로 합의했다고 보도했다.
2008년 12월 22일, 프랑스 사르코지 대통령과 브라질 룰라 대통령은 2020년 원자력 추진 잠수함을 브라질에서 진수하기로 합의했다. 이번 86억 유로(120억 달러) 규모의 협정으로 브라질은 프랑스 기술 이전을 통해 군용 헬기 EC 275 쿠거 50대와 스코르펜급 디젤 잠수함 4척을 건조하며, 4척 가운데 1척은 핵잠수함이 될 예정인 것으로 알려졌다. 스코르펜급 디젤 잠수함은 퇴역하는 독일제 209급 잠수함 5척의 후속으로 도입하는 것이다. 브라질은 12대의 라팔C 전투기를 수입할 예정이며 이후 기술이전을 통해 유사한 전투기를 자체 제조한다는 방침이다.
브라질과 아르헨티나는 NPT 회원국이며, 비핵국가이다.

## 호주
호주가 바라쿠다급 잠수함 12척을 건조비용과 유지, 보수비용을 모두 합쳐 500억 호주달러(약 44조원)에 구매하기로 했다. 맬컴 턴불 호주 총리는 2016년 4월 26일 총 500억 호주달러(약 44조 원) 규모의 잠수함 사업 최종 낙찰자로 프랑스 DCNS를 선정했다고 밝혔다. 다만 개량형으로써 기존 원자로추진 핵잠수함이 아닌 디젤-전기 추진의 재래식 잠수함을 도입한다. 정식명칭은 '숏핀 바라쿠다 블록 1A(Shortfin Barracuda Block 1A )'이다.

## 연혁
- 1998년 10월 프랑스 국방조달국(DGA)이 바라쿠다 프로젝트 팀을 편성
- 2002년 9월 프랑스 해군 차기공격원잠 Barracuda 건조 계약 체결.
- 2008년 12월 22일 브라질에 1척 수출계약 체결.

## 제원
일반특성
- 제작사: DCN
- 배수량: 수상 4,765 t, 수중 5,300 t
- 길이: 99.4 m (326 ft)
- 직경: 8.8 m (29 ft)
- 흘수: 7.3 m (24 ft)
- 추진: K15 원자로 (열출력 150 MWt, 200,000 hp)
  - 2개의 비상용 전기 엔진
  - 1개의 펌프젯 프로펠러
- 속도: 수중 25 노트 (46 km/h), 수상 14 노트 (26 km/h)
- 잠항심도: 400 m
- 최대작전일수: 70 일
- 순항거리: 무제한 (연료봉 교체주기 10년)
- 승무원: 장교 12명, 부사관 48명

무장
- 533 mm 어뢰관 4개
  - 엑조세 미사일
  - Black Shark 어뢰
- VLS(실버 발사대) 12개, 스칼프 순항미사일
- FG29 기뢰

## 같이 보기
- KSS-III